# Leila T. Bauman
Leila T. Bauman (1855–1870) fue una pintora estadounidense. 

## Trayectoria
Poco se conoce de su vida, aunque sí se sabe que procede de Verona, Nueva Jersey, cerca de Newark, sin embargo, la búsqueda de registros genealógicos así como de otro tipo apenas ha proporcionado más información sobre su vida y carrera. Parece que trabajó para Currier & Ives en algún momento.
Actualmente, sus dos pinturas más conocidas corresponden a paisajes de ríos al óleo sobre lienzo pertenecientes a la Colección Edgar William y Bernice Chrysler Garbisch de la Galería Nacional de Arte. Una de las obras se titula Geese in Flight y la otra US Mail Boat. Estudios sobre las obras las data en la década de 1850 y sugiere que se inspiraron en las vistas del área de la ciudad de Nueva York. 
Geese in Flight fue incluido en la exposición inaugural del Museo Nacional de Mujeres Artistas, American Women Artists 1830–1930, en 1987.

## Galería

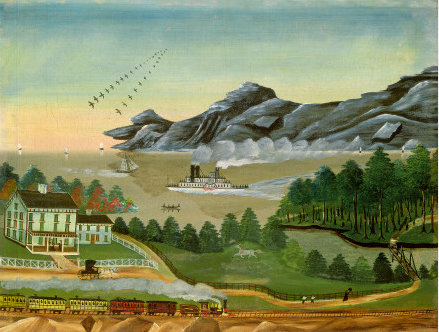
Geese in flight 1956
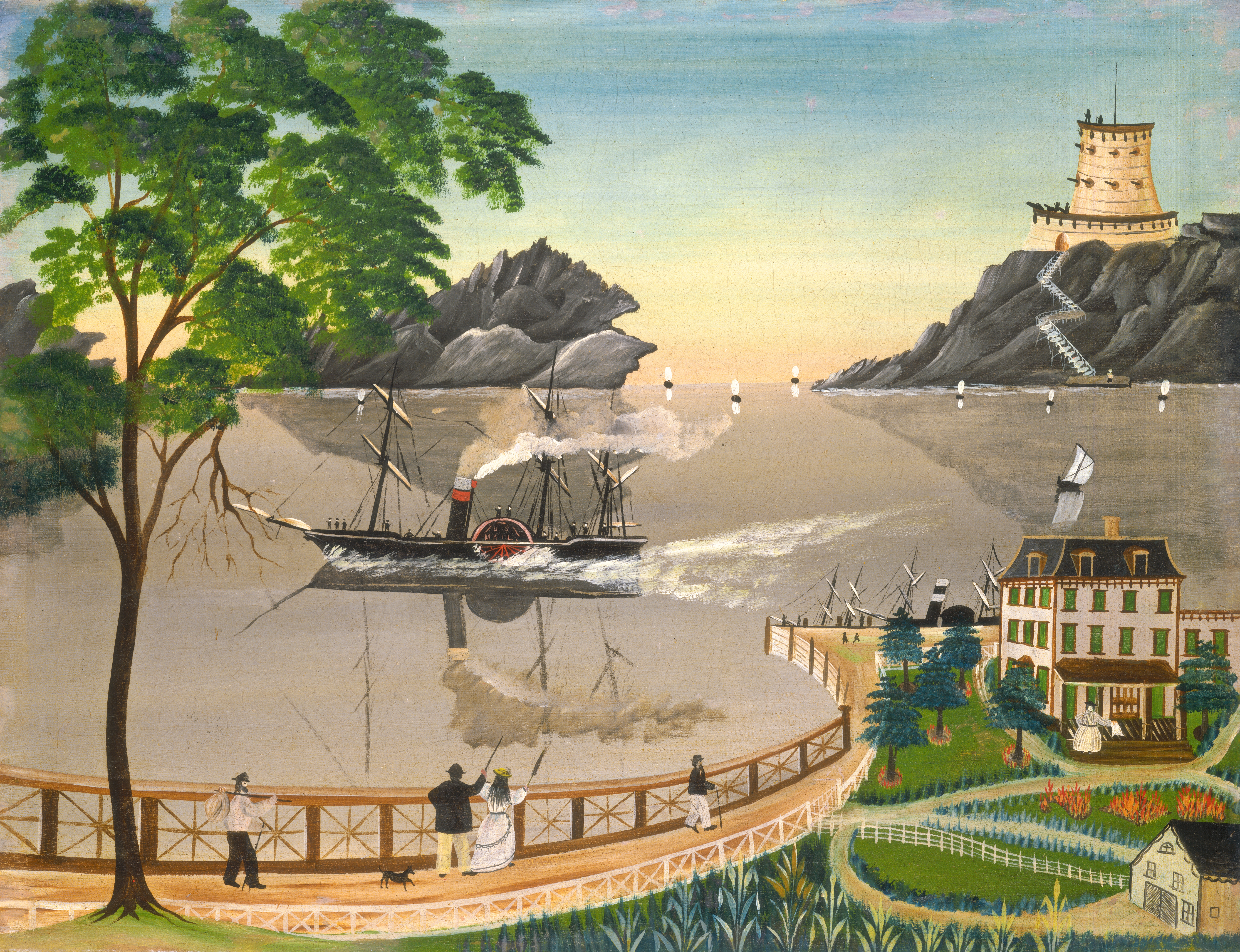
U.S.Mail Boat